# HD1 (galaxie)
Ne doit pas être confondu avec HD1 (homonymie).
HD1 est une galaxie possédant un décalage vers le rouge calculé par JWST de z = 4,0.Elle a été considérée en 2022 comme la galaxie la plus distante de la Terre. Elle était soi-disant observée avec un décalage vers le rouge de  z =13,27 telle qu'elle était il y a environ 13,5 milliards d'années, soit 330 millions d'années après le Big Bang. La lumière venant de HD1 aurait donc voyagé durant 13,5 milliards d'années pour parvenir à la Terre. Les calculs relatifs à l'expansion de l'univers montraient qu'en avril 2022, elle se situait à une distance propre de 33,4 milliards d'années-lumière de nous.
Pour mémoire, la galaxie la plus distante confirmée à ce jour est, fin 2024, JADES-GS-z14-0, avec un décalage spectral spectroscopique de z = 14,32 (discontinuité Lyman-α) qui a depuis été ajusté avec précision à z = 14,1796±0,0007 suite aux observations effectuées en août 2024 avec le radiotélescope ALMA (ligne d'émission [OIII]88μm).

## Découverte de HD1
HD1 a été découverte lors de l'étude des objets possédant de très grands décalages vers le rouge faite avec le télescope de l'Observatoire astronomique national du Japon, elle est découverte le 7 avril 2022,.

## Caractéristiques de HD1
HD1 était supposée être la galaxie la plus lointaine connue, lorsqu'elle a été observée avec un décalage vers le rouge calculée de z =13,27. Il s'avère que cette étude a été remise en cause par des observations postérieures, dont celle du télescope spatial JWST. Dans leur étude publiée dans The Astrophysical Journal du 10 février 2025 intitulée "JWST, ALMA, and Keck Spectroscopic Constraints on the UV Luminosity Functions at z ∼7–14: Clumpiness and Compactness of the Brightest Galaxies in the Early Universe", les auteurs, Yuichi Harikane et al., indiquent que HD1 est en réalité une galaxie avec un décalage vers le rouge de z = 4,0 (se reporter pour plus d'information à la spectroscopie de HD1 figurant à la page 7 de cette étude). 
HD1 à z = 4,0 est donc une galaxie à faible décalage vers le rouge ayant contrefaite un décalage vers le rouge très élevé.

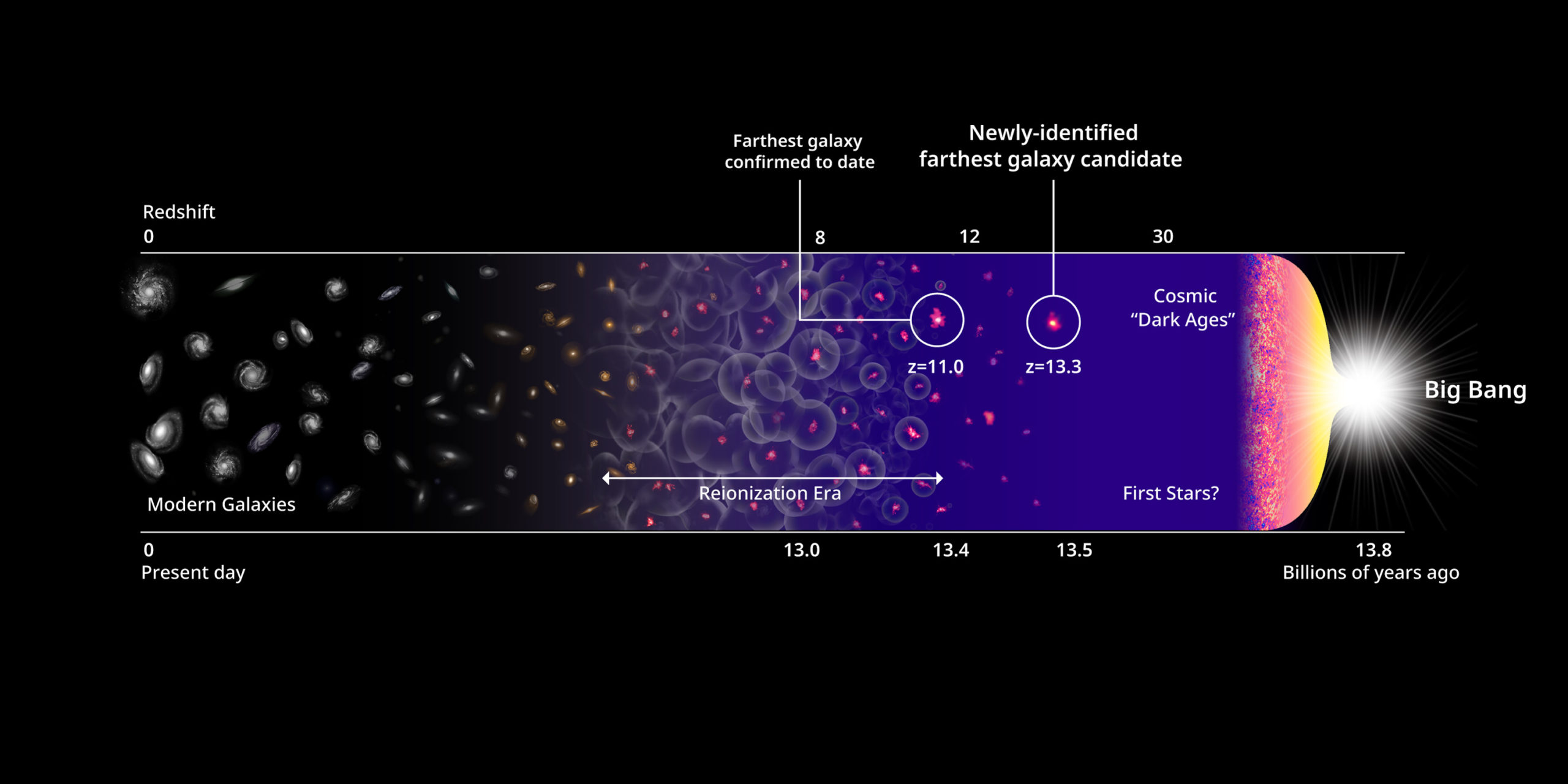